# زمین‌لرزه اوت ۱۹۸۷ شیلی
زمین‌لرزه شیلی  در تاریخ ۸ اوت ۱۹۸۷ میلادی، برابر با ‎۱۷ مرداد ۱۳۶۶، ساعت ۱۵:۴۸:۵۶ به زمان یوتی‌سی در شیلی رخ داد. ژرفای این زلزله ۷۱٫۲ کیلومتر بود، و بزرگی آن ۷٫۲ در مقیاس Mw اعلام شده‌است. زمین‌لرزه به وقت محلی در روز شنبه، ساعت ۱۱ روی داده و منطقه زمانی آن یوتی‌سی -۴ بوده‌است (با لحاظ تغییر ساعت تابستانی).
سازمان زمین‌شناسی آمریکا نیز رومرکز این زمین‌لرزه را در مختصات ۱۹°۰۱′۱۹″جنوبی ۶۹°۵۹′۲۸″غربی / ۱۹٫۰۲۲°جنوبی ۶۹٫۹۹۱°غربی و ژرفای آنرا در ۶۹ کیلومتر گزارش کرده‌است. بزرگی برگزیدهٔ این سازمان از میان بزرگیهای محاسبه‌شدهٔ مختلف ۶٫۹ در مقیاس Ms بوده و از دید اثر، در میان چهار دسته‌بندی «نامحسوس»، «محسوس»، «زیان‌آور» یا «با تلفات»، زلزله را «با تلفات» اعلام کرده‌است.بیش از ۱۰۰۰ ساختمان در زمین‌لرزه خراب شده‌است.
پروژهٔ «تنسور گشتاور مرکزوار» زاویه‌های (راستا، شیب، ریک) گسل سازندهٔ زمین‌لرزه و صفحه عمود بر آنرا (°۱۷۶، °۲۰، °۸۷-) یا (°۳۵۳، °۷۰، °۹۱-) و نوع گسل را «عادی» فرارسانده‌است.
شمار کشتگان زلزله حدود ۵ نفر بوده‌است.تعداد زخمیان ۱۱۲ نفر برآورده شده‌است.بی‌خانمان شدگان نیز ۵۰۰۰ نفر اعلام شده‌است.